# ГЕС Мальпасо (Мексика)
ГЕС Мальпасо (Netzahualcóyotl)— гідроелектростанція у мексиканському штаті Чіапас. Знаходячись між ГЕС Чікоасен (вище по течії) та ГЕС Peñitas, входить до складу каскаду на річці  Гріхальва, яка впадає до південної частини Мексиканської затоки.
В межах проекту річку перекрили кам’яно-накидною греблею з глиняним ядром висотою 139 метрів, довжиною 480 метрів та шириною по гребеню 10 метрів, яка потребувала 5,1 млн м3 матеріалу. На час будівництва воду відвели за допомогою п’яти тунелів довжиною по 0,8 км з діаметром 14 метрів. Окрім греблі знадобились три дамби для закриття сідловин. Вони мають висоту 54, 30 та 40 метрів при довжині 883, 204 та 500 метрів відповідно і разом потребували ще 3,3 млн м3 матеріалу. Зазначені споруди утримують витягнуте по долині Гріхальви на 65 км водосховище з площею поверхні 294 км2 та об'ємом 9317 млн м3 (під час повені до 11001 млн м3), в якому припустиме коливання рівня між позначками 144 та 183 метра НРМ (під час повені до 188 метрів НРМ).
Пригреблевий машинний зал обладнали шістьома турбінами типу Френсіс потужністю по 180 МВт, які забезпечують виробництво 4929 млн кВт-год електроенергії на рік. Вони використовують перепад висот між водосховищем та нижнім б’єфом, в якому рівень поверхні може коливатись між позначками 76 та 95 метрів НРМ.